# إمبريالية لغوية
الْإمْبِرْيَالِيَّةُ الْلُّغَوِيَّةُ، أو إمْبِرْيَالِيَّةُ الْلُّغَةِ، هي مفهوم لغوي "يتضمن نقلَ لغةٍ مهيمنةٍ إلى قومٍ آخرين". هذا النقل أساساً يعد تجسيداً للقوة - التي كانت قديماً قوة عسكرية، لكنها الآن قوة اقتصادية أيضاً - كما أن جوانب من الثقافة المهيمنة تنتقل عادة مع اللغة".
منذ تسعينات القرن العشرين، جذبت نظرية الإمبريالية اللغوية اهتمام علماء اللغويات التطبيقية. على الأخص، قاد كتاب روبرت فيلبسون المؤثر والصادر في 1992، «الإمبريالية اللغوية»، إلى جدل مهم حول محاسن النظرية وعيوبها. وجد فيلبسون شجباً سابقاً للإمبريالية اللغوية يعود إلى انتقاد النازيين للقنصلية البريطانية، وتحليل السوڤييت للانچليزية كلغة الرأسمالية والهيمنة العالميتين. غالباً ما ينظر للإمبريالية اللغوية في إطار الإمبريالية الثقافية.

## الإنجِليزية
يعرّف فيلبسن إمبريالية الإنجليزية اللغوية بأنها: 
تنتقد نظرية فيلبسن الانتشار التاريخي للانچليزية كلغة عالمية وهيمنة اللغة المستمرة، خاصةً في المناطق التي تخلصت من الاستعمار "ما بعد الكولونيالية" كالهند وباكستان وأوغندا وزيمبابوي.. إلخ، لكن أيضاً في "المناطق "الاستعمارية الجديدة" بشكل متزايد كالقارة الأوروبية. تستمد نظريته بشكل رئيس من نظرية الإمبريالية لجون غلتنغ، ونظرية أنطونيو چرامشي الاجتماعية، خاصة فكرته عن السيطرة الثقافية.
إحدى أهم مبادئ نظرية فيلبسن هي عملية السيطرة المعقدة التي يؤكد أنها تواصل الحفاظ على تفوق الانچليزية في العالم اليوم. يحلل كتابه استخدام القُنصلية البريطانية لخطابٍ يروج للانچليزية، ويناقش مبادئ أساسية في اللغويات الانچليزية التطبيقية ومنهجية تدريس اللغة الانچليزية. تقر هذه المبادئ بأنه:
- يجب تعليم الانچليزية أحادياً [أي باستخدام الانچليزية فقط] (مغالطة الأحادية اللغوية)؛
- المدرس النموذجي هو المتحدث الأصلي للغة (مغالطة المتحدث الأصلي)؛
- كلما تم تعلم الانچليزية مبكراً، كلما كانت النتيجة أفضل (مغالطة البداية المبكرة)؛
- كلما تم تعلم الانچليزية أكثر، كلما كانت النتيجة أفضل (مغالطة التعرض الأقصى)؛
- إذا تم استخدام لغات أخرى بشكل كبير، ستنخفض معايير الانچليزية (مغالطة النقص).

وفقاً لفيلبسن، فإن المروجين للانچليزية - من قبيل المؤسسات مثل القنصلية البريطانية، وصندوق النقد الدولي والبنك الدولي، والأفراد مثل العاملين في مدارس تعليم الانچليزية - يستخدمون ثلاثة أنواعٍ من الحجج:
- الحجج الداخلية تصف الانچليزية بأنها متمايزة، غنية، نبيلة، ومثيرة للاهتمام. مثل هڈه الحجج تميل للتأكيد على ما تختص به الانچليزية دون اللغات الأخرى.
- الحجج الخارجية تشير إلى الانچليزية تملك قاعدة قوية: وذلك لوجود الكثير من المتحدثين بها، ووجود مدرسين متمرسين إلى جانب وفرة المواد التعليمية.
- الحجج الوظيفية تركز على فائدة الانچليزية كبواية إلى العالم الخارجي.

حجج أخرى لصالح الإنجليزية هي
- منفعتها الاقتصادية: إذ تمكن الناس من استخدام التكنولوجيا؛
- وظيفتها الإيديولوجية: ذلك أنها تمثل التحضر؛
- منزلتها كرمز للتقدم الماديّ والكفاءة.

مبدأ آخر في عمل فيلبسون هو «التعصبُ اللغويُّ» - وهو نوع من التحيزِ يؤدي إلى انقراضِ اللغاتِ المهددةِ أوْ فقدانِها منزِلَتِها المحليةِ بسبب الأهمية العالية والمنافسة للغة الانچليزية.

## اللغاتُ الأخرى

مناطق نفوذ الفرنسية في أفريقيا
دول تصنف فرَنْكُوفُونِيَّة.
دول تصنف أحياناً كناطقة بالفرنسية.
دول غير ناطقة بالفرنسية لكن بعد أن انضمت إلى منظمة الفرانكوفونية تجري عملية فَرْنَسَتِهَا.

في عام 1976، احتج أطفال المدرسة السود في مدينة «سويتو» ضد تعليمهم اللغة الأفريكانية، التي تم فرضها من قبل سلطاتِ الفصلِ العنصريِّ القلقةِ حيالَ رفضِ السكانِ السودِ التحدث بها. عللوا احتجاجهم بأنهم بوصولهم إلى المصادر الأفريكانية فقط يمكن لحكومة جنوب أفريقيا السيطرة عليهم أكثر مما لو كانوا يملكون الوصول إلى مصادر اللغة العالمية، ألا وهي الانچليزية. مات 176 طفلاً من أجل حق التعلم بالانچليزية وأصبحت المظاهرة نقطة تحول ساهمت في إسقاطِ الفصلِ العنصريَِ مع تحول الكثر من جيل أطفال المدرسة إلى أعضاء في حكومة ما بعد الأبارتيد (نظام الفصل العنصري).
نشأت ظواهر مشابهة لهذه في أوقات مختلفة، خاصة في المناطق المستعمرة أو حيث سعت بعض الثقافات المهيمنة إلى توحيد منطقةٍ تحت سلطتها. في الإمبراطورية الرومانية، تم فرض اليونانية - التي كانت بالأصل لغة منطقة محدودة في وسط إيطاليا - على الكثير من أجزاء أوروبا، مزيحةً اللغات السابقة التي كانت تُتَحدث هناك. في الشرق الأقصى وأفريقيا وأمريكا الجنوبية، تم وما زال يتم استبدال أو تهميش اللغات المحلية قسراً بلغة الثقافة المهيمنة - كاستبدال التيبتية ولهجات الأقليات الصينية باللغة الصينية المندرينية، واستبدال الاينو والريوكيوان باليابانية، والكينشوا بالإسبانية، وهكذا.
رغم اشتهار الانچليزية بالإمبريالية اللغوية، إلا أنها كانت أيضاً ضحية للإمبريالية الثقافية في العصور الوسطى، من قبل اللغة الفرنسية، خاصة بعد الاحتلال النورماندي. لمئات من السنين، كانت الفرنسية أو الانچلو-نورماندية لغة الإدارة (انظر القانون الفرنسي) وعليه اعتبرت لغة الطبقة العليا في انچلترا. فيما بقيت اللاتينية لغة الكنيسة والتعليم. رغم أن العديد من الكلمات التي أدخلها النورمانديون لا يمكن تمييزها الآن عن الكلمات الجيرمانية الأصلية من قبل أكثر متحدثي الانچليزية الأم، إلا أن المفردات المستعارة المشتقة من اللاتينية أو الفرنسية لاحقاً تبدو ذات صوت ثقافي مختلف لمتحدثي الانچليزية.
بعد تأسيس الإمبراطورية الرومانية المقدسة على كثير من ألمانيا الحالية ووسط أوروبا، أصبحت اللغة الألمانية ولهجاتها اللغة المفضلة لنبلاء أوروبا الوسطى. بنجاح متفاوت، امتدت الألمانية عبر الكثير من أوروبا الوسطى والشرقية كلغة للتجارة والنخبة. انتهى الأمر مع حلول الحرب العالمية الثانية (انظر: الْجَرْمَنَة).ومعروفةٌ الفرنسية أيضاً كلغةٍ توسعيةٍ. إن لغات كالأوكتانية والبريتونية والباسكية والكورسيكانية تم تهميشها بشكل واسع في فرنسا. تسبب هذه العملية، المعروفة بـ الفَرْنَسَة، مقاومةً بين الشعوب الخاضعة، مؤدية إلى مطالب بالاستقلال. يمكن إيجاد نماذج على الأمر في بريتاني وفلاندرز (بلجيكا).
مثال آخر على الإمبريالية اللغوية شهدته الهند بعد الاستقلال. سعت سلطات البلاد بادئ الأمر إلى جعل الهندية «اللغة الوطنية» الوحيدة، لكن بسبب احتجاجات الولايات الجنوبية (حيث يتحدث أهاليها اللغات الدراڤيدية مثل الكنادا والتيلوچو والتاملي والمالايالام والتولو) وغرب البنغال (شمالي الهند حيث يتحدثون البنغالية)، لم تنجح سياسة «اللغة الوطنية». تم جعل الهندية والإنچليزية «اللغات الرسمية لحكومة الهند الاتحادية». رغم ذلك، أصبحت الانچليزية منذ التحرر الاقتصادي في 1991 اللغة المتداولة في التجارة والتعليم العالي والبحث العلمي. في المناطق المدنية في الهند، الانچليزية الآن هي وسيلة التعليم الرئيسية حتى في المدارس الابتدائية.

## الانتقادات
انخرط العديد من العلماء في نقاش حي لإدعاءات فيلبسن. على سبيل المثال، تخيل آلان ديڤيز شبح فيلبسن يسكن قسم اللغويات التطبيقية في ادنبره:
وفقاً لديفيز، فإن ثقافتين تسكنان الإمبريالية اللغوية: الأولى هي ثقافة الإحساس بالذنب (ما كان على المستعمرات أن تحدث)، والثانية هي ثقافة اليأس الرومانسية (يجب أن لا نقوم بما نقوم بفعله). راجاگوپالان يذهب إلى حد القول أن كتاب فيلپسن أدى إلى نمو عقدة ذنب لدى أخصائيي تدريس الانچليزية وتعلمها.
يحتج ديڤيز أيضاً بأن دعوى فيلپسن ليست قابلة للدحض: ماذا لو أن.. الثقافة المُهَيمَن عليها أرادت اتخاذ الانچليزية لغةً واستمرت في الحفاظ عليها؟ أما رد فيلپسن بأنه لا بد أنهم لا يريدون ذلك ولا يمكنهم وتم اقناعهم ضد مصالحهم."  لذلك تم الاحتجاج بأن نظرية فيلپسن متعالية من حيث أنها لا تعتبر الدول النامية قادرة على اتخاذ قرارٍ مستقل (بتحدث الانچليزية من عدمها). بالنسبة لنيجيريا، يقول بسونگ بأن الناس القاطنين في "الهامش" يستخدمون الانچليزية لأغراض عملية - إذ يرسلون أبنائهم إلى مدارس الانچليزية تحديداً لأنهم يريدون لهم أن يتعلموا لغات متعددة. بالنسبة لـ فيلپسن، يقول بيسنگ أن "تفسير هذه الأفعال على أنها صادرة عن ضحايا مركز الإمبرالية اللغوية يعني أن نلوي عنق الدليل السوسيو-لغوي ليتلائم مع فرضية مسبقة". يحتج بيسونگ بأنه إذا كان يجب إلغاء الانچليزية لأنها أجنبية، فإن نييجريا نفسها يجب حلها، لأنها تكونت ككيان مستعمر.
زيادة على ذلك، تعرض افتراض كون الانچليزية نفسها لغة استعمارية للهجوم. احتج هنري ويدوسن بأن «هناك تناقضاً جذرياً في فكرة أن اللغة نفسها تمارس سلطة مهيمنة: تحديداً أنه لو كان الحال كذلك فعلاً، فلن يمكنك أبداً أن تتحدى هذه السيطرة.»  إضافة لذلك، فقد عورضت فكرة أن ترويج الانچليزية يعني بالضرورة التقليل من أهمية اللغات المحلية. يشير هلبورو إلى أنه «ليست كل أشكال الانچليزية في المركز مهيمنين، ولا كل متحدثيها في الهامش يتم التمييز ضدهم بالقدر نفسه.»  يمكن اعتبار الانچليزية الإيرلندية على سبيل المثال واحدة من أشكال الانچليزية المركزية غير المهيمنة.
وعليه يمكن الاحتجاج أنه بينما يرى التابعون لفيلپسن أن خيارات اللغة يتم فرضها خارجياً، يرى المخيم الآخر أن هذه الخيارات قراراتُ يتخذها الفرد.

## الرَّد
يدعي المؤيدون لجدل واقع الإمبريالية اللغوية أن الجدل المخالف له إنما يتم ترويجه من قبل متحدثين أحاديين أصليين للانچليزية ممن قد يرون أن الوضع الحالي للانچليزية إنما هو حقيقة تستحق الاحتفاء.
في مقابل ذلك، فقد تم الاحتجاج أن من ينظرون لانتشار الانچليزية المتزايد حول العالم كتطور مقلق (من حيث كونه يهمش مكانة اللغات المحلية والإقليمية كما قد يقلل أويزيل القيم الثقافية) إنما هم مجرد متلقين لآراء فيلپسن. يقع ضمن هذه الفئة الستير پينيكوك، سوريش كاناگراجه، ادريان هوليدي و جوليان إدج والذين يتم وصفهم غالباً لغويين تطبيقيين نقديين.
رغم ذلك، فإن ملاحظات هنري ويدوسون حول تحليل الخطاب النقدي يمكن تطبيقها على اللغويين التطبيقيين النقديين:
وكرد على الإمبريالية الانچليزية اللغوية، أصبحت محاولة التخلص من الانچليزية de-anglicisation قضية كرامة وطنية في بعض الأماكن خاصة في المناطق التي كانت خاضعة من قبل للحكم الاستعماري، حيث تعد آثار الهيمنة الاستعمارية موضوعاً حساساً. بعد قرون من الحكم الانچليزي في أيرلندا، تم إلقاء خطاب يدعو للتخلص من الانچليزية de-anglicisation أمام المجتمع الأدبي الوطني الإيرلندي في دبلن، 25 نوڤمبر 1892؛ «حين نتحدث عن ’ضرورة تخليص الشعب الإيرلندي من الانچليزية’، فإننا لا نعني بذلك الاحتجاج ضد محاكاة الأفضل في الشعب الانچليزي، فذلك سيكون سخفاُ، بل نعني إظهار حماقة تجاهل ما يعد إيرلندياً، والمسارعة دون تنظيم ولا تمييز لاعتناق كل ما هو انچليزي، ببساطة لمجرد كونه انچليزي.»  رغم مكانتها كلغة رسمية، إلا أن الإيرلندية تم اختزالها إلى لغة أقلية في إيرلندا نتيجةً لقرون من الحكم الانچليزي، كما هو الحال في أمريكا الشمالية حيث تم استبدال اللغات الأصلية بلغات المستعمِرين.
وفقاً لجلعاد تسوكرمن، فإنه «يجب تشجيع اتخاذ اللغة الأم ودعم حقوق اللغات. يجب على الحكومة أن تعرف لغات سكان الابوريجينل والتوري ستريت كلغات رسمية في أستراليا. يجب أن نغير الأفق اللغوي في ويالا وفي أماكن أخرى. يجب أن تكون الإشارات بالانچليزية واللغة المحلية الأصلية معاً. يجب أن نقر بالملكية الثقافية للمعرفة المحلية بما فيها اللغة والموسيقى والرقص.» 
في عام 2005، أكد تقرير فرنسي عن الوضع اللغوي في الاتحاد الأوروبي أن أفضل السياسات اللغوية منفعةً ومساواةً من ناحية اقتصادية هي تعلم واستخدام الاسبرانتو للتواصل الدولي.

## الموائمة
بعض الرافضين لفكرة الإمبريالية اللغوية يحتجون بأن الانتشار العالمي يجب أن ينظر له ضمن إطار الموائمة  - أي أن استخدام الانچليزية حول العالم يتم لموائمة أغراض محلية. بالإضافة لمثال نيجيريا الوارد أعلاه، تم طرح الأمثلة التالية:
- المتظاهرون في الدول غير المتحدثة بالإنجليزية غالباً ما يستخدمون الانچليزية ليعبرون عن مطالبهم للجمهور المشاهد عبر العالم. في بعض الحالات، قد لا يفهم المتظاهر معنى اللافتة التي يحملها.
- يبين بوبدا كيف تغيرت الكاميرون من طريقة تعليم للانچليزية أحادية الثقافة، إنچليزية المركز لتقوم تدريجياً بتعديل المواد التعليمية وفقاً للسياق الكاميروني. يتم تناول موضوعات غير غربية مثل حكم الأمراء، والطب الشعبي، وتعدد الزوجات.[15] يحتج بودبا لدعم تعليم ثنائي اللغة، الكاميرونية والانچلو-أمريكية معاً.[16]
- يصف كرامش وسوليڤان كيف أن المنهجية وكتب التدريس الغربية تم تعديلها لتلائم الثقافة الڤيتنامية المحلية.[17]
- يتضمن الكتاب المدرسي الباكستاني لتعليم المرحلة الأولى من الانچليزية دروساً مثل «باكستان، موطني»، و«عَلَمنا»، و«قائدنا العظيم» [18] التي قد تبدو قومية متحمسة بالنسبة للغربيين. على كل، فإن تأسيس صلةٍ بين تعليم الانچليزية، والوطنية والمعتقد الإسلامي داخل الثقافة المحلية يعتبر هدفاً لتعليم الانچليزية، كما يصرح رئيس لجنة كتاب بنجاب: «إن اللجنة... تهتم عبر هذه الكتب بغرس محبة القيم والوعي الإسلامي في نفوس الطلاب لحماية الجبهة الدينية لأرض وطنكم.» [19]

مثل هذه «الموائمة الداخلية» للانچليزية قد تفتح آفاقاً جديدة للمتحثدين الأصليين للانچليزية. يوضح مَك-كيب: